# The Spy Who Learned Me
«The Spy Who Learned Me» (рус. Шпио́н, кото́рый меня́ обучи́л) — двадцатый эпизод двадцать третьего сезона мультсериала «Симпсоны», который вышел на телеканале «Fox» 6 мая 2012 года.

## Сюжет
Гомер и Мардж идут на «вечернее свидание», чтобы посмотреть в кинотеатре шпионский кинофильм, главный герой которого — борец с преступностью Страдивариус Кейн. Мардж ссорится с мужем из-за того, что Гомер выкрикивал неприятные слова о фильме на людях. Попытки Гомера помириться с Мардж не помогают ничего исправить. Позже, на работе, Гомер падает со стремянки и ударяется головой, в результате чего его отпускают с работы на восемь недель. Гомер не хочет говорить Мардж об этом, и решает стать лучшим супругом на свете. Ему помогает сам Страдивариус Кейн, которого он видит в качестве галлюцинации. Тем временем, Барт наконец придумывает способ отвлечь Нельсона от кражи его денег на ланч — он подсаживает его на еду из «Красти Бургера», пока тот не разжиреет.

## Культурные отсылки
- Название эпизода пародирует фильм о Джеймсе Бонде «Шпион, который меня любил».
- Документальный фильм Деклана Десмонда «Хотите к этому ложь?» (англ. Do You Want Lies With That?) пародирует фильм Моргана Сперлока «Двойная порция».
- Сцена, где Гомер смотрит на «прекрасные вещи», пародирует фильм «Форрест Гамп».
- Страдивариус Кейн — явная пародия на Джеймса Бонда.